# Луганск
Луганск (укр. Луганськ, рус. Луганск) град је у Украјини, у Луганској области. Према процени из 2012. у граду је живело 427.187 становника. Луганск је 11. по величини град у Украјини, а такође је и најисточнији административни центар неке од области.

## Положај
Луганск се налази на ушћу река Лугањ и Олховаја. Удаљеност до Кијева износи 811 километара.

## Историја
Луганск је два пута мењао име у Ворошиловград, и два пута му је враћан назив Луганск, који потиче од старог назива Лугански Завод.
Луганск се развио из села Камени Брод, некадашњег седишта Треће чете (роте) српског пука у оквиру Славеносрбије под командом Ивана Шевића.
Камени Брод је постојао 1740-1750. године као разбацани поседи неколико породица. Од 1755. године ту се насело 100 српских граничарских породица, и насеље улази у састав Српског насељеничког пука. Православна црква посвећена Св. апостолима Петру и Павлу подигнута је од дрвета 1761. године. У њему је 1782. године било 171 дом са 563 душе. Нову саборну православну цркву сада од камена изградили су мештани 1793. године.
Сјединили су се у другој половини 19. века суседна насеља Камени Брод и Лугански завод у јединствено место. Град Луганск постоји као такав од 9. новембра 1882. године.
Данас је Луганск град у којем се већински говори руски језик те је усвојено јединствено решење исписивања званичних табли са именима улица, оне су практично исписане на руском језику, али да би се испоштовао званични државни језик коришћена је азбука украјинског језика.
Луганск је током 2014. и 2015. поприште рата на истоку Украјине као центар самопроглашене Луганске Народне Републике.

## Географија
| Клима Луганска              | Клима Луганска | Клима Луганска | Клима Луганска | Клима Луганска | Клима Луганска | Клима Луганска | Клима Луганска | Клима Луганска | Клима Луганска | Клима Луганска | Клима Луганска | Клима Луганска | Клима Луганска |
| Показатељ \ Месец           | .Јан.          | .Феб.          | .Мар.          | .Апр.          | .Мај.          | .Јун.          | .Јул.          | .Авг.          | .Сеп.          | .Окт.          | .Нов.          | .Дец.          | .Год.          |
| --------------------------- | -------------- | -------------- | -------------- | -------------- | -------------- | -------------- | -------------- | -------------- | -------------- | -------------- | -------------- | -------------- | -------------- |
| Апсолутни максимум, °C (°F) | 12,8 (55)      | 17,3 (63,1)    | 23,1 (73,6)    | 31,8 (89,2)    | 36,6 (97,9)    | 39,4 (102,9)   | 40,5 (104,9)   | 42 (108)       | 36,8 (98,2)    | 31,2 (88,2)    | 22,8 (73)      | 15,6 (60,1)    | 42 (108)       |
| Средњи максимум, °C (°F)    | −1 (30)        | −0,4 (31,3)    | 5,7 (42,3)     | 15,6 (60,1)    | 22,2 (72)      | 26,4 (79,5)    | 28,7 (83,7)    | 28,1 (82,6)    | 21,8 (71,2)    | 13,9 (57)      | 5,3 (41,5)     | 0,1 (32,2)     | 13,9 (57)      |
| Просек, °C (°F)             | −4 (25)        | −4,1 (24,6)    | 1,4 (34,5)     | 9,7 (49,5)     | 15,8 (60,4)    | 20,1 (68,2)    | 22,3 (72,1)    | 21,2 (70,2)    | 15,3 (59,5)    | 8,6 (47,5)     | 1,8 (35,2)     | −2,7 (27,1)    | 8,8 (47,8)     |
| Средњи минимум, °C (°F)     | −6,8 (19,8)    | −7,4 (18,7)    | −2,4 (27,7)    | 4,2 (39,6)     | 9,4 (48,9)     | 13,8 (56,8)    | 16 (61)        | 14,5 (58,1)    | 9,4 (48,9)     | 4 (39)         | −1,2 (29,8)    | −5,5 (22,1)    | 4 (39)         |
| Апсолутни минимум, °C (°F)  | −41,9 (−43,4)  | −36,9 (−34,4)  | −27,3 (−17,1)  | −12,1 (10,2)   | −8,2 (17,2)    | −1,8 (28,8)    | 5,2 (41,4)     | −0,4 (31,3)    | −7,2 (19)      | −16,3 (2,7)    | −26,3 (−15,3)  | −29,6 (−21,3)  | −41,9 (−43,4)  |
| Извор: Погода и климат      |                |                |                |                |                |                |                |                |                |                |                |                |                |

## Становништво
Према процени, у граду је 2012. живело 427.187 становника.
| 1979.   | 1989.   | 2001.   | 2012.   |
| ------- | ------- | ------- | ------- |
| 463.047 | 496.813 | 463.097 | 427.187 |

## Партнерски градови
- Ростов на Дону
- Лублин
- Кардиф
- Сент Етјен
- Дачинг
- Стони Београд
- Перник
- Општина Вансбро
- Белгород
- Вороњеж